# Finnish Open 2003
Il Finnish Open 2003 è stato un torneo di tennis facente parte della categoria ATP Challenger Series nell'ambito dell'ATP Challenger Series 2003. Il torneo si è giocato a Helsinki in Finlandia dal 14 al 20 luglio 2003 su campi in terra rossa.

## Vincitori

### Singolare
Thierry Ascione ha battuto in finale  Igor' Andreev con il punteggio di 2–6, 6–1, 6–3

### Doppio
Emin Ağayev /  Alex Bogomolov Jr. hanno battuto in finale  Lassi Ketola /  Timo Nieminen con il punteggio di 7–6(11), 4–6, 6–3